# Saint-Grégoire-du-Vièvre
Saint-Grégoire-du-Vièvre – miejscowość i gmina we Francji, w regionie Normandia, w departamencie Eure.
Według danych na rok 1990 gminę zamieszkiwało 330 osób, a gęstość zaludnienia wynosiła 37 osób/km² (wśród 1421 gmin Górnej Normandii Saint-Grégoire-du-Vièvre plasuje się na 585. miejscu pod względem liczby ludności, natomiast pod względem powierzchni na miejscu 409.).